# Batman: Arkham Knight
Batman: Arkham Knight is een action-adventurespel ontwikkeld door Rocksteady Studios. Het spel is het vierde deel in de Batman: Arkham-reeks en werd door Warner Bros. Interactive Entertainment uitgegeven voor de PlayStation 4, Windows en Xbox One. Het spel zou initieel in oktober 2014 uitkomen, maar werd tweemaal uitgesteld en is nu wereldwijd op 23 juni 2015 uitgekomen.
Dit spel is het vierde spel in de serie ontwikkeld door Rocksteady en volgt wat betreft het verhaal ook de door hen ontwikkelde spellen en is niet gerelateerd aan het door Warner Bros. Games Montréal ontwikkelde Batman: Arkham Origins, dat in 2013 uitkwam. Het spel speelt zich één jaar na de gebeurtenissen van Batman: Arkham City af.
Op 25 juni 2015 maakten Rocksteady en Warner Bros bekend de verkoop voor pc tijdelijk te stoppen. Het spel kampte met grote prestatieproblemen op dit platform en was daardoor nagenoeg onspeelbaar.

## Ontvangst
| GameRankings                         | Metacritic               |
| ------------------------------------ | ------------------------ |
| (pc) 70,94% (X1) 86,07% (PS4) 88,42% | (pc) 71 (X1) 85 (PS4) 87 |

## Rolverdeling
| Personage                              | Stemacteur                |
| -------------------------------------- | ------------------------- |
| Bruce Wayne / Batman                   | Kevin Conroy              |
| Thomas Elliot / Hush                   | Kevin Conroy              |
| Thomas Wayne                           | Kevin Conroy              |
| Jason Todd / Arkham Knight / Red Hood  | Troy Baker                |
| Harvey Dent / Two-Face                 | Troy Baker                |
| Dr. Jonathan Crane / Scarecrow         | John Noble                |
| Commissaris James Gordon               | Jonathan Banks            |
| Barbara Gordon / Oracle / Batgirl      | Ashley Greene             |
| Joker                                  | Mark Hamill               |
| Tim Drake / Red Robin                  | Matthew Mercer            |
| Pamela Isley / Poison Ivy              | Tasia Valenza             |
| Harleen Quinzel / Harley Quinn         | Tara Strong               |
| Alfred Pennyworth                      | Martin Jarvis             |
| Oswald Cobblepot / The Penguin         | Nolan North               |
| Edward Nigma / The Riddler             | Wally Wingert             |
| Henry Adams                            | Garrick Hagon             |
| Christina Bell                         | Jules de Jongh            |
| Johnny Charisma                        | Michael Rosenbaum         |
| Albert King                            | Isaac C. Singleton Jr.    |
| Simon Stagg                            | Phil Proctor              |
| Lucius Fox                             | Dave Fennoy               |
| Aaron Cash                             | Duane R. Shepard Jr.      |
| Dick Grayson / Nightwing               | Scott Porter              |
| Selina Kyle / Catwoman                 | Grey DeLisle              |
| Vicki Vale                             | Grey DeLisle              |
| Slade Wilson / Deathstroke             | Mark Rolston              |
| Dr. Victor Fries / Mr. Freeze          | Maurice LaMarche          |
| Nora Fries                             | Cissy Jones               |
| Jervis Tetch / Mad Hatter              | Peter MacNicol            |
| Michael Lane / Azrael                  | Khary Payton              |
| Garfield Lynns / Firefly               | Crispin Freeman           |
| Ra's al Ghul                           | Dee Bradley Baker         |
| Gevangenisbewaker Ranken               | Dee Bradley Baker         |
| Nyssa Raatko                           | Jennifer Hale             |
| Jack Ryder                             | James Horan               |
| Lazlo Valentin / Professor Pyg         | Dwight Schultz            |
| Dr. Kirk Langstorm / Man-Bat           | Loren Lester              |
| Officier Owens                         | David Boat                |
| Deacon Blackfire                       | Marc Worden               |
| Brandweer Commandant Raymond Underhill | JB Blanc                  |
| Edward Burke                           | JB Blanc                  |
| Waylon Jones / Killer Croc             | Steve Blum                |
| Lex Luthor                             | Keith Silverstein         |
| Roman Sionis / Black Mask              | Brian Bloom               |
| Mr. Zsasz                              | Danny Jacobs (verwijderd) |

De overige stemmen worden ingesproken door: Carlos Alazraqui, Rico E. Anderson, Laura Bailey, JB Blanc, Steve Blum, David Boat, Julianne Buescher, Tom Choi, Lenny Citrano, Tom Clarke Hill, Taylor Clarke-Hill, Michael Cornacchia, Chris Cox, Sara Cravens, Kat Cressida, Jon Curry, Brian T. Delaney, Robin Atkin Downes, Jake Eberle, Mark Englehardt, Keith Ferguson, Robert Firth, Dave Fouquette, Chris Fries, Michael Hawley, Phil Idrissi, Andrew Kishino, Darryl Kurylo, Lex Lang, Misty Lee, Jonathan Lipow, Megan Maczko, Colin McFarlene, Jim Meskimen, Dave B. Mitchell, Liam O'Brien, Paul Parducci, Rick Pasqualone, Sam Riegel, Salli Saffioti, Patrick Seitz, Kerry Shale, André Sogliuzzo, Keith Szarabajka, Fred Tatasciore, Courtenay Taylor, Mitch Urban, Oliver Vaquer, Jim Ward, Rick D. Wasserman, Scott Whyte, Travis Willingham, Dave Wittenberg, Jimmie Wood en Glenn Wrage.